# Sztavronikita kolostor

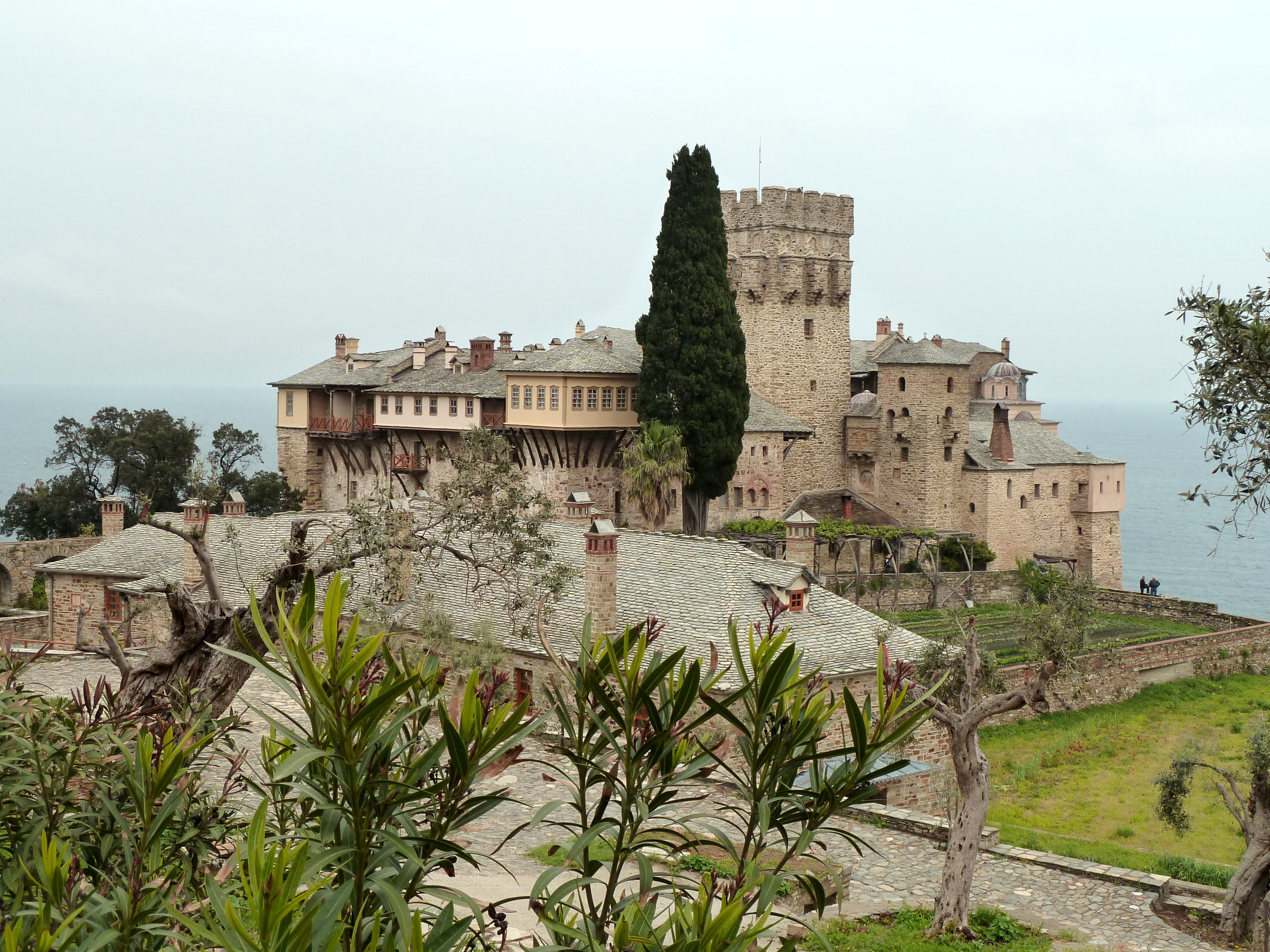
A Sztavronikita kolostor

Moni Sztavronikita (görögül: Μονή Σταυρονικήτα) a görög Athosz-félsziget északkeleti partján található ortodox kolostor, az Iviron és Pantokratosz kolostorok közvetlen közelében. A 20 nagy kolostor rangsorában a 15. helyen található.

## Története
Bár megbízható információ a kolostor eredetével kapcsolatban nem áll rendelkezésre, több, az alapításról szóló legenda is létezik. A kolostort az egyik legenda szerint két remete, név szerint Sztavrosz és Nikétasz alapította. Egy másik elbeszélés szerint a kolostor alapítója I. Ióannész Tzimiszkész (925–976) császár egyik tisztje, Nikeforosz Sztravroniketasz volt. Történelmi nyoma sem az alapítónak, sem az alapítása tényének nem lelhető fel. Az azonban kétségtelen, hogy a kolostor már a 11. században állt, hiszen először 1153-ban, Sztravonikétasz néven említik, ami azt jelenti, „kancsal Nikétasz”, ebből alakul ki a későbbi elegánsabb Sztavronikétasz elnevezés, amelynek jelentése „győzelmes kereszt”. A következő évtizedekben a szerzetesek elhagyták a kolostort, s előbb 1287-ben a Kultumusziu kolostornak, majd később a Filotheu kolostornak rendelik alá.
Csak Gregoriosz Giromeriatisz idejében, a 16. században virágzott fel ismét a kolostor. A szerzetes 4000 ezüstsékelért vásárolta meg a romokat, és kezdte meg a kolostor újjáépítését. A munkát végül barátja és pártfogója, Jeremiás pátriárka (1522–1546) fejezte be. Annak ellenére, hogy az elkövetkező évszázadokban többször pusztított tűzvész a kolostorban, az újonnan épült templom és a híres festő, krétai Theophanész falfestményei megmenekültek a lángoktól.
A 20. század elején még 219 szerzetes élt a kolostorban. A szerzetesek száma ettől kezdve folyamatosan csökkent, és 1992-ben érte el a mélypontot, amikor csak 33 szerzetes élt a kolostorban. Hasonlóan a többi athoszi kolostorhoz, azóta ismét nőtt a szerzetesek száma: 2000-ben 45 szerzetes élt a kolostor területén. A népszámlálási adatok szerint 2011-ben 39 lakosa volt a területnek.

## Fordítás
Ez a szócikk részben vagy egészben  a   Stavronikita című német Wikipédia-szócikk ezen változatának fordításán alapul.  Az eredeti cikk szerkesztőit annak laptörténete sorolja fel. Ez a jelzés csupán a megfogalmazás eredetét és a szerzői jogokat jelzi, nem szolgál a cikkben szereplő információk forrásmegjelöléseként.